# 도밍고 카이세도
도밍고 카이세도 이 산스 데 산타마리아(스페인어: Domingo Caycedo y Sanz de Santamaría, 1783년 8월 4일 ~ 1843년 7월 1일)는 1783년 8월 4일 보고타에서 태어나 1843년 7월 1일 그 곳에서 사망했다. 그는 1830년부터 1831년까지 대략 1년간 그란콜롬비아의 대통령으로서 일하였다.

## 인생
그의 부모는 1810년 당시 독립 선언서를 제출했다고 알려진 루이스 카이세도와 호세파 산타마리아 이 프리에토이다. 그는 당시 시장이던 콜레지오 마요르 데 누에스트라 세뇨라 델 로사리오(스페인어: Colegio Mayor de Nuestra Señora del Rosario)와 함께 법률학과 관련하여 졸업했다. 1809년, 그는 산타페 및 카르타헤나의 대표로 하여금 스페인에서 발령이 났다.
그는 포르투갈, 프랑스, 미국을 여행한 후 보고타로 되돌아왔고, 1812년 온타리오의 통치위원회의 일부로 일하게 되었다. 또한 안토니오 나리뇨와 같은 연방주의자들과 함께 다음과 같이 주장했다.
| “ | 우리는 투쟁의 영혼으로 스페인에 항복하여 독립을 이끌어야 합니다! | ” |

1813년 1월 9일, 그는 중위급으로 승진하게 된다. 같은 해에 그는 신 그라나다 연방과 미국 지방 의회의 대리인으로 재직했다. 2년 후인 1815년 2월 2일, 그는 후아나 후라다와 산타페에서 결혼하여 여러 명의 아이를 낳았다. 스페인 통치에 정복하는 동안, 그는 수도로 찍은 푸리피카숀, 똘리마의 포로로 붙잡히고 말았다. 엘 로사리오의 학교와 판사였던 아버지인 후안 후라다 라이네스의 중을 보기도 하였으며, 교수에게 거액의 금액을 지불하여금 축제를 열기도 했다.
1819년 독립 후, 그가 보야카로 돌아갔을때, 그는 그란콜롬비아가 설립되었다는 얘기를 듣고 매우 기뻐한다. 1830년, 그는 그란콜롬비아의 대통령이 되어 1년간 대통령으로 일하게 된다.
그러나 한편으로는 불행이 따랐다. 1831년 그란콜롬비아 연방의 붕괴로 너무나도 큰 충격에 빠지게 된다. 이로 인해 그의 건강은 점점 더 나빠져만 갔고, 1843년 7월 1일 그는 끝내 사망하고 말았다.

## 역대 선거 결과
| 선거명      | 직책명                         | 대수 | 정당   | 1차 득표율 | 1차 득표수 | 2차 득표율 | 2차 득표수 | 3차 득표율 | 3차 득표수 | 결과 | 당락                 |
| ----------- | ------------------------------ | ---- | ------ | ---------- | ---------- | ---------- | ---------- | ---------- | ---------- | ---- | -------------------- |
| 1830년 선거 | 그란콜롬비아의 대통령          | 2대  | 무소속 | 10.42%     | 5표        | 8.33%      | 4표        |            |            | 3위  | 낙선                 |
| 1830년 선거 | 그란콜롬비아의 부통령          | 2대  | 무소속 | 68.75%     | 33표       |            |            |            |            | 1위  | 콜롬비아 부통령 당선 |
| 1833년 선거 | 누에바그라나다 공화국의 대통령 | 1대  | 무소속 | 0.71%      | 9표        |            |            |            |            | 7위  | 낙선                 |
| 1833년 선거 | 누에바그라나다 공화국의 부통령 | 3대  | 무소속 | 3.76%      | 46표       |            |            |            |            | 6위  | 낙선                 |
| 1837년 선거 | 누에바그라나다 공화국의 대통령 | 2대  | 무소속 | 9.6%       | 150표      |            |            |            |            | 4위  | 낙선                 |
| 1837년 선거 | 누에바그라나다 공화국의 부통령 | 5대  | 무소속 | 37.1%      | 20표       | 54.7%      | 32표       |            |            | 1위  | 콜롬비아 부통령 당선 |
| 1841년 선거 | 누에바그라나다 공화국의 부통령 | 6대  | 무소속 | 44.6%      | 24표       | 44.8%      | 25표       | 46.9%      | 27표       | 2위  | 낙선                 |

## 참고 자료
- 일생 정리